# Американски винобой
Американски винобой (Phytolacca americana) е многогодишно, тревисто растение от семейство Phytolaccaceae.

## Описание
Достига на височина до 3 метра. От коренището му прорастват няколко прави, разклонени стъбла. Те са голи, оцветени в зелено или червеникаво. Клоните в горната част на стъблата дават повече разклонения. Корените и филизите са отровни.
- Цялостен изглед
- Цветове
- Неузрели плодове
- Узрели плодове